# (4810) Ruslanova
(4810) Ruslanova est un astéroïde de la ceinture principale.

## Description
(4810) Ruslanova est un astéroïde de la ceinture principale. Il fut découvert le 14 avril 1972 à Nauchnyj par Lioudmila Tchernykh. Il fut nommé en honneur de Lidia Rouslanova. Il présente une orbite caractérisée par un demi-grand axe de 2,24 UA, une excentricité de 0,10 et une inclinaison de 7,8° par rapport à l'écliptique.

## Compléments